# Erebia obsoleta
Erebia obsoleta är en fjärilsart som beskrevs av Curt Eisner 1946. Erebia obsoleta ingår i släktet Erebia och familjen praktfjärilar. Inga underarter finns listade i Catalogue of Life.